# Stupid Girl
Stupid Girl är en låt av det engelska rockbandet The Rolling Stones från deras album Aftermath. Sången skrevs av Mick Jagger och Keith Richards och handlar om förnedrande flickor och är syntbaserad istället för gitarr som bandet ofta använder sig av. Låten finns är även B-sida till den amerikanska versionen av låten som släpptes den 7 maj 1966.